# Eparchia di Košice
L'eparchia di Košice (in latino Eparchia Cassoviensis o Košicensis) è una sede della Chiesa greco-cattolica slovacca suffraganea dell'arcieparchia di Prešov. Nel 2023 contava 74.270 battezzati. È retta dall'arcivescovo (titolo personale) Cyril Vasiľ, S.I.

## Territorio
L'eparchia comprende la regione di Košice, con giurisdizione sui fedeli della Chiesa greco-cattolica slovacca.
Sede eparchiale è la città di Košice, dove si trova la cattedrale della Natività di Maria Vergine.
Il territorio è suddiviso in 98 parrocchie.

## Storia
L'esarcato apostolico di Košice fu eretto il 27 gennaio 1997 con la bolla Ecclesiales communitates di papa Giovanni Paolo II, ricavandone i territori dall'eparchia di Prešov (oggi arcieparchia).
Il 30 gennaio 2008 l'esarcato apostolico è stato elevato ad eparchia con la bolla Qui successimus di papa Benedetto XVI, entrando nella nuova provincia ecclesiastica di Prešov. Contestualmente il nome latino della circoscrizione ecclesiastica è stato mutato da Kosicensis a Cassoviensis.

## Cronotassi dei vescovi
Si omettono i periodi di sede vacante non superiori ai 2 anni o non storicamente accertati.
- Milan Chautur, C.SS.R. (27 gennaio 1997 - 24 giugno 2021 dimesso)
- Cyril Vasiľ, S.I., dal 24 giugno 2021[2]

## Statistiche
L'eparchia nel 2023 contava 74.270 battezzati.
| anno | popolazione | popolazione | popolazione | presbiteri | presbiteri | presbiteri | presbiteri                | diaconi | religiosi | religiosi | parrocchie |
| anno | battezzati  | totale      | %           | numero     | secolari   | regolari   | battezzati per presbitero | diaconi | uomini    | donne     | parrocchie |
| ---- | ----------- | ----------- | ----------- | ---------- | ---------- | ---------- | ------------------------- | ------- | --------- | --------- | ---------- |
| 1999 | 72.304      | ?           | ?           | 134        | 123        | 11         | 539                       | 2       | 28        | 45        | 87         |
| 2001 | 72.792      | ?           | ?           | 135        | 124        | 11         | 539                       | 3       | 22        | 53        | 87         |
| 2002 | 84.002      | ?           | ?           | 148        | 134        | 14         | 567                       | 3       | 21        | 59        | 90         |
| 2003 | 83.857      | ?           | ?           | 151        | 139        | 12         | 555                       | 3       | 17        | 45        | 83         |
| 2004 | 83.776      | ?           | ?           | 159        | 146        | 13         | 526                       | 2       | 24        | 43        | 91         |
| 2009 | 79.394      | ?           | ?           | 166        | 148        | 18         | 478                       | 3       | 21        | 47        | 148        |
| 2013 | 89.200      | ?           | ?           | 168        | 155        | 13         | 530                       | 1       | 17        | 41        | 94         |
| 2016 | 74.234      | ?           | ?           | 172        | 158        | 14         | 431                       | 3       | 18        | 37        | 94         |
| 2019 | 74.643      | ?           | ?           | 170        | 157        | 13         | 439                       | 1       | 13        | 35        | 95         |
| 2021 | 72.593      | ?           | ?           | 179        | 163        | 16         | 405                       | 3       | 16        | 32        | 97         |
| 2023 | 74.270      | ?           | ?           | 177        | 161        | 16         | 419                       | 5       | 16        | 33        | 98         |